# Combat de chevaliers contre des escargots

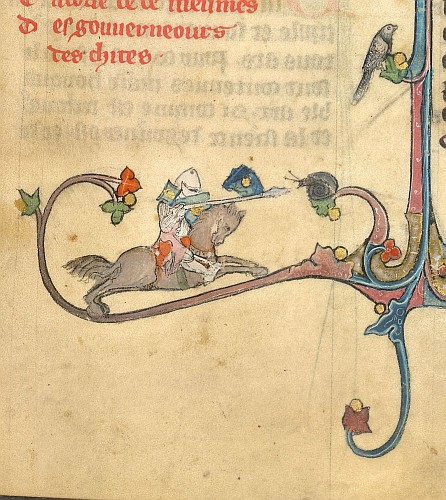
Un chevalier chargeant un escargot et un oiseau. Livre du Trésor de Brunetto Latini (1315-1325).

Le combat de chevaliers contre des escargots est, durant le Moyen Âge central, le sujet de nombreuses illustrations, utilisées comme une forme de dérision ou d'humour.

## Historique

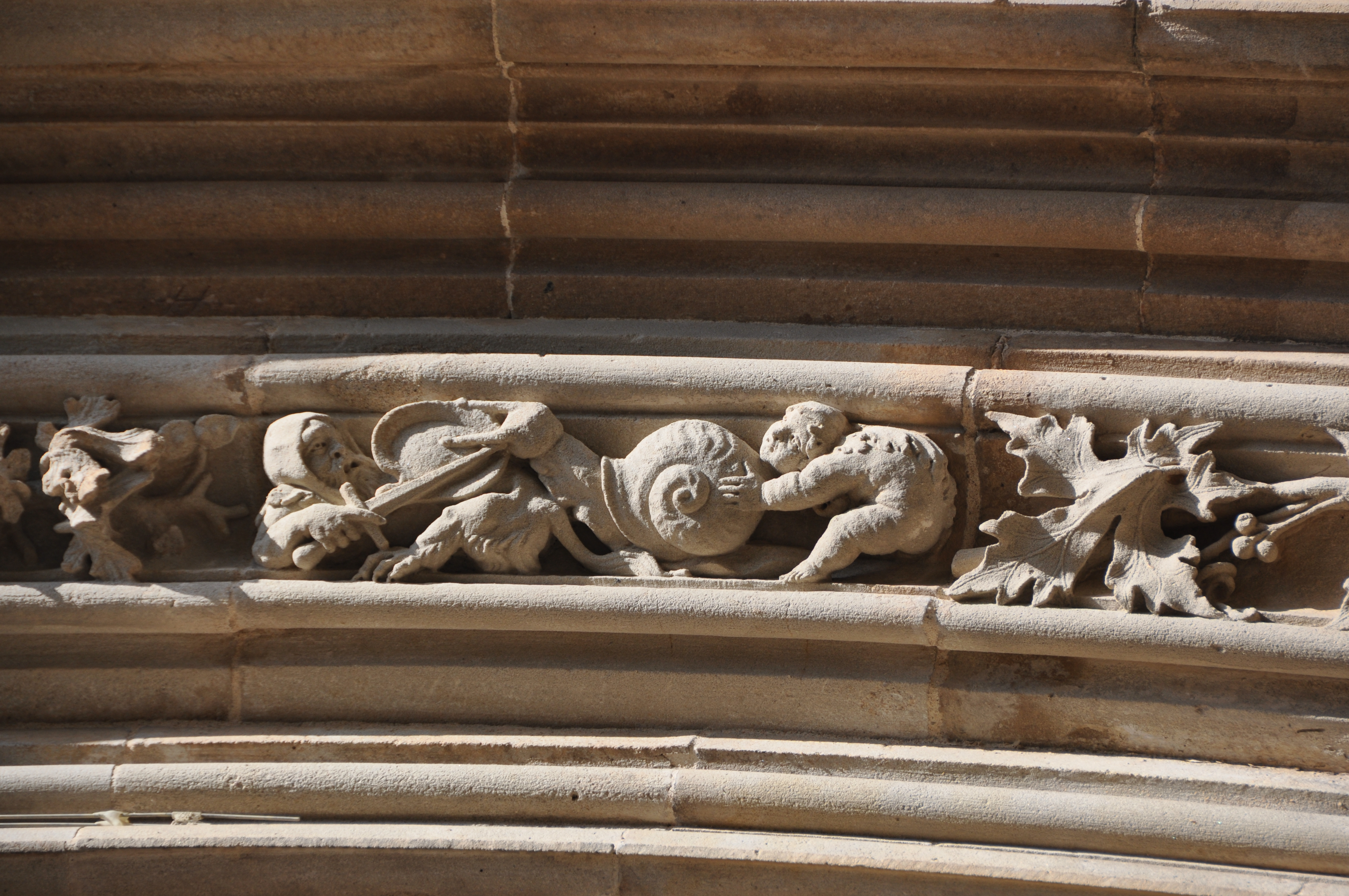
Cathédrale de la Sainte-Croix et de Sainte-Eulalie (Barcelone), détail de la porte Sainte-Eulalie : combat d'un chevalier contre un escargot.

Durant une brève période, à la fin du XIIIe siècle et au début du siècle suivant, des escargots combattants furent représentés dans des illustrations et certaines décorations sur des murs d'églises ou de cathédrales (telle que la cathédrale Sainte-Croix de Barcelone), voire dans des bâtiments civils tels que la maison des consuls de Saint-Pons-de-Mauchiens ou le château de Capestang, tous deux situés dans l'Hérault. Dans la plupart de ces représentations, les escargots pointent agressivement leurs tentacules vers un chevalier, prêt à se battre contre ce petit gastéropode curieusement surdimensionné.
Marian Bleeke, professeur d'art médiéval à l'université de Chicago, considère que ce combat de chevaliers contre des escargots représente le « symbole d'un monde bouleversé, où les hiérarchies existantes seraient alors renversées  […] voire une allusion à la résurrection ». D'autres commentaires (notamment celui de l'historienne Lilian Randall) évoquent une allusion à un comportement chevaleresque indigne, tel celui des chevaliers lombards considérés comme peu courageux par les chevaliers français,. 
C'est généralement dans les marges des codices médiévaux (dénommées marginalia) que se trouvent ces représentations quelquefois définies comme des « drôleries ». Elles correspondent à un moment très précis de la production de ce type d'ouvrages durant la période la plus riche tant en quantité qu'en qualité artistique, de l'art de l'enluminure gothique. Ce type d’illustration est propre à l'Europe occidentale, notamment Paris et le nord de la France avant de s'étendre à la Flandre et à l'Angleterre puis de passer, plus rarement, en Italie, en Espagne et dans les terres du Saint-Empire romain germanique.

## Représentation populaire
Le combat de chevaliers ou de gens d'armes contre des gastéropodes, représentés de façon à comprendre la tournure humoristique du récit, indique que les lettrés du Moyen Âge employaient aussi cette forme d'esprit, avec par exemple une gravure datant de 1410 présentant un château-fort intitulée : « Le débat des gens d'armes et une femme contre un lymasson » sous laquelle on peut lire les vers suivants,.
 Lymasson, pour tes grands cornes

 Le chasteau ne lairrons d'assaillir,

 Et si pouvons te ferons fuyr

 De ce beau lieu où tu reposes.

 Oncques Lombard ne te mangea

 A telle sauce que nous ferons ;

 Nous te mettrons dans un beau plat

 Au poyvre et aux oignons.

 Serres tes cornes, nous te prions,

 Et nous laisse entrer dedans,

 Autrement nous t'assaudrons De

 nos bastons qui sont tranchans.